# Amber Halliday
Amber Jae Halliday (Canberra, 13 de noviembre de 1979) es una deportista australiana que compitió en remo.
Ganó seis medallas en el Campeonato Mundial de Remo entre los años 2000 y 2007. Participó en dos Juegos Olímpicos de Verano, ocupando el cuarto lugar en Atenas 2004 y el octavo en Pekín 2008, en la prueba de doble scull ligero.

## Palmarés internacional
| Campeonato Mundial | Campeonato Mundial | Campeonato Mundial | Campeonato Mundial  |
| Año                | Lugar              | Medalla            | Prueba              |
| ------------------ | ------------------ | ------------------ | ------------------- |
| 2000               | Zagreb (Croacia)   | Medalla de plata   | Cuatro scull ligero |
| 2001               | Lucerna (Suiza)    | Medalla de oro     | Cuatro scull ligero |
| 2002               | Sevilla (España)   | Medalla de oro     | Doble scull ligero  |
| 2003               | Milán (Italia)     | Medalla de plata   | Doble scull ligero  |
| 2006               | Eton (Reino Unido) | Medalla de plata   | Doble scull ligero  |
| 2007               | Múnich (Alemania)  | Medalla de oro     | Doble scull ligero  |